# 孔府

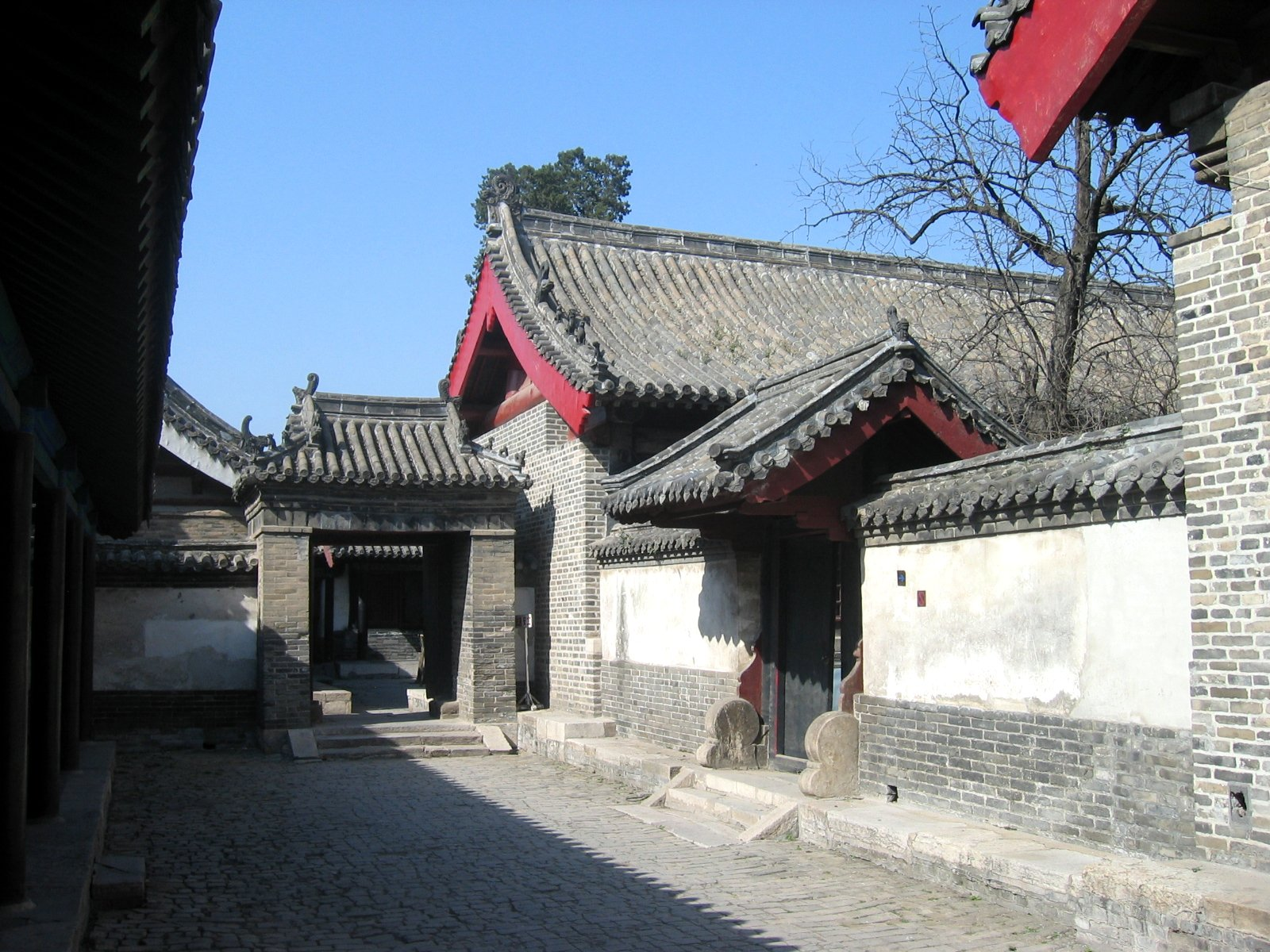
孔府の内部

孔府（こうふ）は、中華人民共和国山東省曲阜市中心部に位置する孔子の直系子孫とその家族が住んだ邸宅。孔子を祭祀する孔廟の東側に位置する。歴代王朝の保護を受けていた孔子直系子孫（孔家）が居住したため中国有数の規模を誇る邸宅だったが、孔家は中華人民共和国建国後に台湾に移住したため、現在では観光地として一般公開されている。1994年以降、ユネスコの世界遺産（文化遺産）に孔廟・孔林とともに三孔として登録された。中国の5A級観光地（2007年認定）。
孔家は代々皇帝から保護され爵位を与えられていた。前漢成立後の前195年、高祖劉邦は孔子から9代目の子孫である孔騰を「奉祀君」に、1055年（至和2年）、北宋が孔家を「衍聖公」に封じ、以後中華民国の成立まで襲位された。
孔家は、孔子を祭祀する「孔廟」と、孔子とその一族の墓所である「孔林」を維持管理するため曲阜に邸宅を設けた。また孔家は孔廟において、収穫・葬祭・生誕日などの際に儀式を執り行う役も果たし、中国史上でもっとも広大な農地を所有し管理する大地主でもあった。
最初の邸宅は1038年（宝元元年）、孔廟に隣接して建設されたが、1377年（洪武10年）の再建の際に孔廟からやや離れた位置に移された。1503年（弘治16年） には大規模な拡張工事が実施され、部屋の総数560室、孔廟同様に9つの中庭が有す3つの列の建築物群に再編された。孔府は1838年（道光18年）に完全な改修を受けたが、そのわずか47年後の1887年（光緒13年）に火災により焼失、2年後に再建された。19世紀の大改修と再建の費用はすべて清朝国庫より支出された。現在の孔府は12,470平方メートルの面積に、480の部屋数のある152の建物で構成されている。邸宅には1937年まで孔家が居住していたが、日中戦争の拡大で重慶に逃れ、さらに1949年、中華人民共和国の成立により第77代孔徳成が台湾に移住している。
孔府の平面計画は伝統的な中国の邸宅様式で、正門の前方にある公的区域と後方にある私的区域からなる。公的区域部はは勅使や高官を接見や、祭礼や所有地などに関する事務を行う場所であった。私的区域は儒教上の秩序や序列に従い居住者の住居空間が区分されていた。年長の者は中央の3つの大きな建物を使い、その弟が東側の建物に居住していた。